# Stelis fortunae
Stelis fortunae är en orkidéart som först beskrevs av Carlyle August Luer och Robert Louis Dressler, och fick sitt nu gällande namn av Alec M. Pridgeon och Mark W. Chase. Stelis fortunae ingår i släktet Stelis och familjen orkidéer. Inga underarter finns listade i Catalogue of Life.